# أتينولف الأول من جيتا
أتينولف الأول (توفي 2 فبراير 1062) كان الكونت اللومباردي على أكينو والذي صعد على سلم الحكم ليصبح دوقًا على جيتا في جنوب إيطاليا خلال الفوضى التي سادت منتصف القرن الحادي عشر.